# Mwendo
Mwendo est un secteur (imirenge) du Rwanda, faisant partie de la province du Sud et du district de Ruhango.